# Књига мртвих
Књига мртвих је често име за староегипатске погребне текстове. Поред овог постоје и други називи, као што су "Књига долазака  (или одлазака) кроз дан". Књига мртвих је прављена у намери да буде помоћ преминулом да заобиђе препреке у загробном животу и састојала се од химни, чини и инструкција. Књига мртвих најчешће је писана на папирусу и стављана је у сандук или гробницу покојника.
Књига мртвих је производ дугог процеса еволуције, од Пирамидских текстова Старог краљевства до Текстова ковчега Средњег краљевства. Око трећина поглавља у књизи је преписана из ранијих Текстова ковчега. Књига мртвих прерађена је у Књигу дисања у Касном периоду Египатског краљевства, али остала је популарна све до римског доба. 

## Египатско име
Име књиге на Египатском језику је било rw nw prt m hrw. Настало је од имена најважније чини, чини 17, {prt m hrw}.
Rw је множина од r, што може да означава нешто речено, или део говора, или, у овом случају, врачање, бајање.
Nw је форма од n, што представља припадност нечему. 
Prt је именица изведена из глагола prj, што значи 'појавити се', 'указати се'. Означава чин појављивања.
M је предлог и обично значи 'у'. Када је повезано са временом, може да значи и 'током', тј. 'у периоду'.
Hrw значи 'дан', 'доба дана'.
Буквалан превод би био 'исказ појављивања током дана', што нема много смисла. Можда бољи превод би био 'чини за одлазак током дана'.
Коришћење речи "rw" указује да је намера да се текст изговара наглас или да се рецитује. Због тога неки египтолози делове књиге називају 'чинима', док други користе неутралнији термин 'поглавља'.

## Верзије
Разне чини из Књиге мртвих су већ биле познате из периода касног Средњег египатског краљевства. Многе чини из Сесенебнефовог ковчега или ковчега краљице Ментухотеп су идентични као и поглавља из касније настале Књиге мртвих. Током периода Новог краљевства Књига мртвих није била организована, нити стандардизована за верске обреде. Текстови су изгледа писани према жељама индивидуе или његове породице. Ово је познато као 'тебанска рецензија'. Током трећег прелазног периода Египта, након кога је настао Саис период, Књига мртвих постаје стандардизована и организована у скуп чини или поглавља у стандардном поретку и верзије из овог периода су познате као 'Саис рецензија'.

### Саис рецензија
Књига мртвих из Саис резенције је била подељена на четири главна дела:
- поглавља 1–16 Преминули улази у гроб, силази у подземни свет и телу се враћа моћ покрета и говора.
- поглавља 17–63 Објашњење митског порекла богова и места, покојнику се даје да живи поново, тако да би богови могли поново да се уздигну са јутарњим сунцем.
- поглавља 64–129 Преминули путује ка сунчевом луку, као један од благословених покојника. Увече, преминули путује у подземни свет у намери да се појави тамо пре бога Озириса.
- поглавља 130–189 Након што се оправдао, преминули узима моћи универзума и постаје један од богова. Овај део такође садржи и сортирана поглавља о заштитним амајлијама, производњи хране и важним местима. Постоје 192 позната поглавља, а ни један папирус не садржи сва позната поглавља.

## Израда
Књиге су обично израђиване у радњама за сахране и притом је остављано место за име преминулог, да буде додато касније. Оне су обично дело неколико различитих писара и уметника који раде заједно. Цена типичне књиге је еквивалента половини годишње зараде радника, па се њена куповина планирала много пре смрти. Највећи део цене износио је папирус коришћен за израду, па се често дешавало да се стари папирус поново користи.
Слике, прикази, илустровани текст се сматрало обавезним делом. Слике су биле толико важне да се често текст смањивао тако да се уклопи у простор испод слике. Квалитет слика обично је био високог нивоа, док је квалитет текста био лош. Писари су често грешили у писању речи, изостављали речи и на тај начин уносили погрешан текст испод слика.

## Историја
Назив "Књига мртвих" измислио је немачки египтолог Карл Ричард Лепсиус, који је издао збирку текстова 1842. године. Када је први пут откривена, за Књигу мртвих се сматрало да представља египатски еквивалент Библије. Међутим, за разлику од Библије, Књига мртвих не представља верска начела, а древни Египћани је нису сматрали производом божанске објаве, па се стога њен садржај мењао кроз време.
Први рукописи који су објављени, били су последица експедиције Наполеона Бонапарте 1821. године. Жан Франсоа Шамполион био је један од првих преводилаца. Карл Ричард Лепсиус 1842. године објављује књигу под називом "Књига мртвих", наслов који није био познат старим Египћанима. Такође, он нумерише поглавља, а то такође нису чинили стари Египћани. Семјуел Бирч објављује прву енглеску верзију књиге 1867. године. Едвард Навил објављује прво стандардно потпуно издање књиге у три тома (1886. године). Користећи текстове са папируса који су били у Британском музеју Е. А. Валис Баџ објављује едицију која садржи и текстове са папируса из Ани. Најновији превод на енглеском објавио је Т. Г. Ален (1974. године).